# Papirus 34
Papirus 34 (według numeracji Gregory-Aland), oznaczany symbolem {\displaystyle {\mathfrak {P}}^{34}} – grecki rękopis Nowego Testamentu, spisany w formie kodeksu na papirusie. Paleograficznie datowany jest na VII wiek. Zawiera fragmenty obu Listów do Koryntian.

## Opis
Zachowały się jedynie fragmenty kodeksu z tekstem 1. Listu do Koryntian 16,4-7.10 i 2. Listu do Koryntian 5,18-21; 10,13-14; 11,2.4.6-7.

## Tekst
Tekst grecki rękopisu reprezentuje tekst aleksandryjski, Kurt Aland zaklasyfikował go do kategorii II.

## Historia
Fragmenty rękopisu odkryto w Fajum. Tekst rękopisu opublikowany został przez Karl Wessely w 1912 roku, następnie przez Schofielda. Ernst von Dobschütz umieścił go na liście rękopisów Nowego Testamentu, w grupie papirusów, dając mu numer 34.
Rękopis datowany jest przez INTF na wiek VII.
Obecnie przechowywany jest w Austriackiej Bibliotece Narodowej (P. Vindob. G. 39784), w Wiedniu.